# Neuer Jüdischer Friedhof (Prag)

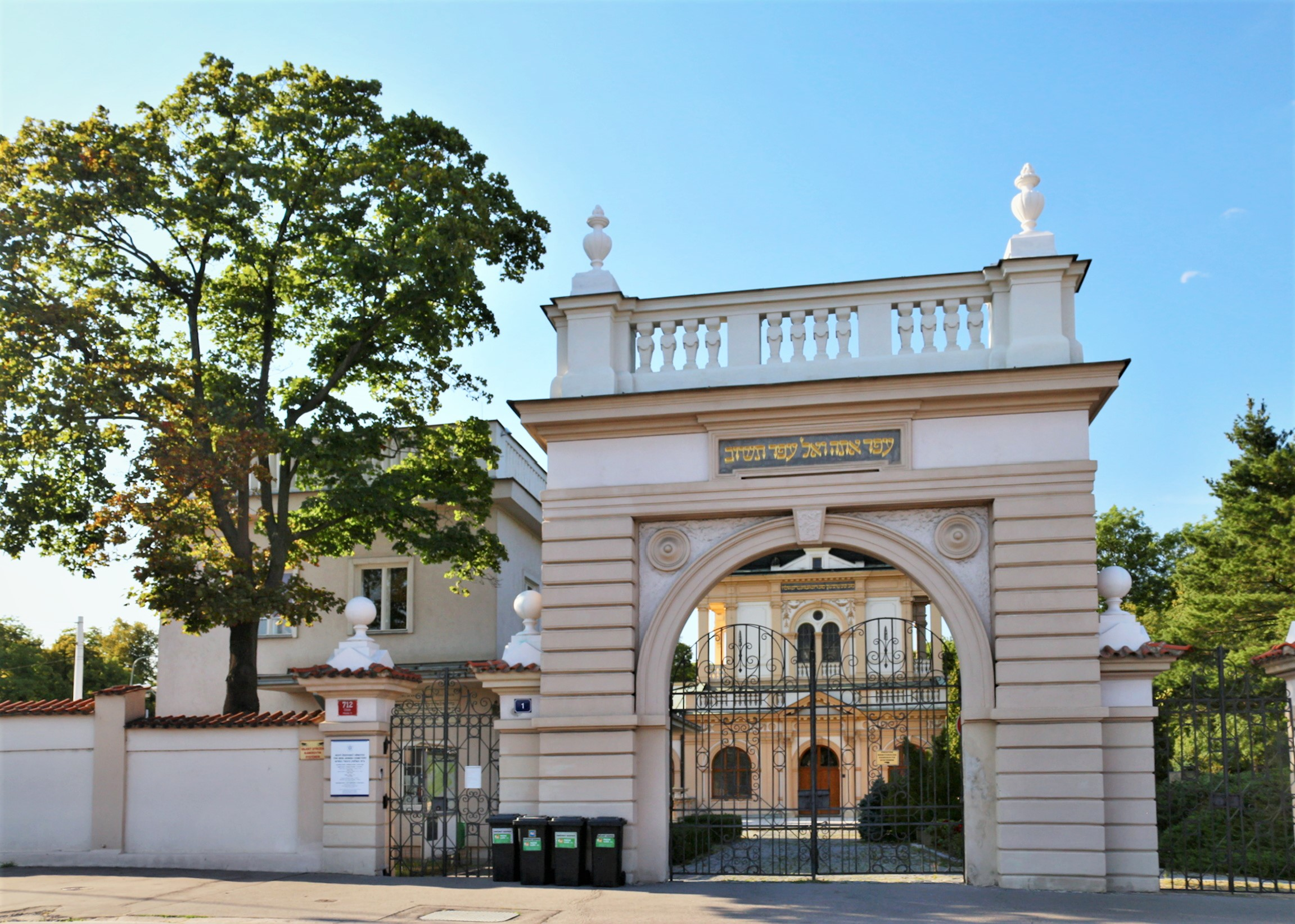
Eingangstor zum Neuen Jüdischen Friedhof Prag

Der Neue Jüdische Friedhof (tschechisch Nový židovský hřbitov na Olšanech) in der Ortslage Olšany des Prager Stadtteils Žižkov ist einer der beiden bekanntesten jüdischen Friedhöfe der Stadt und der größte jüdische Friedhof in Tschechien.

## Geschichte

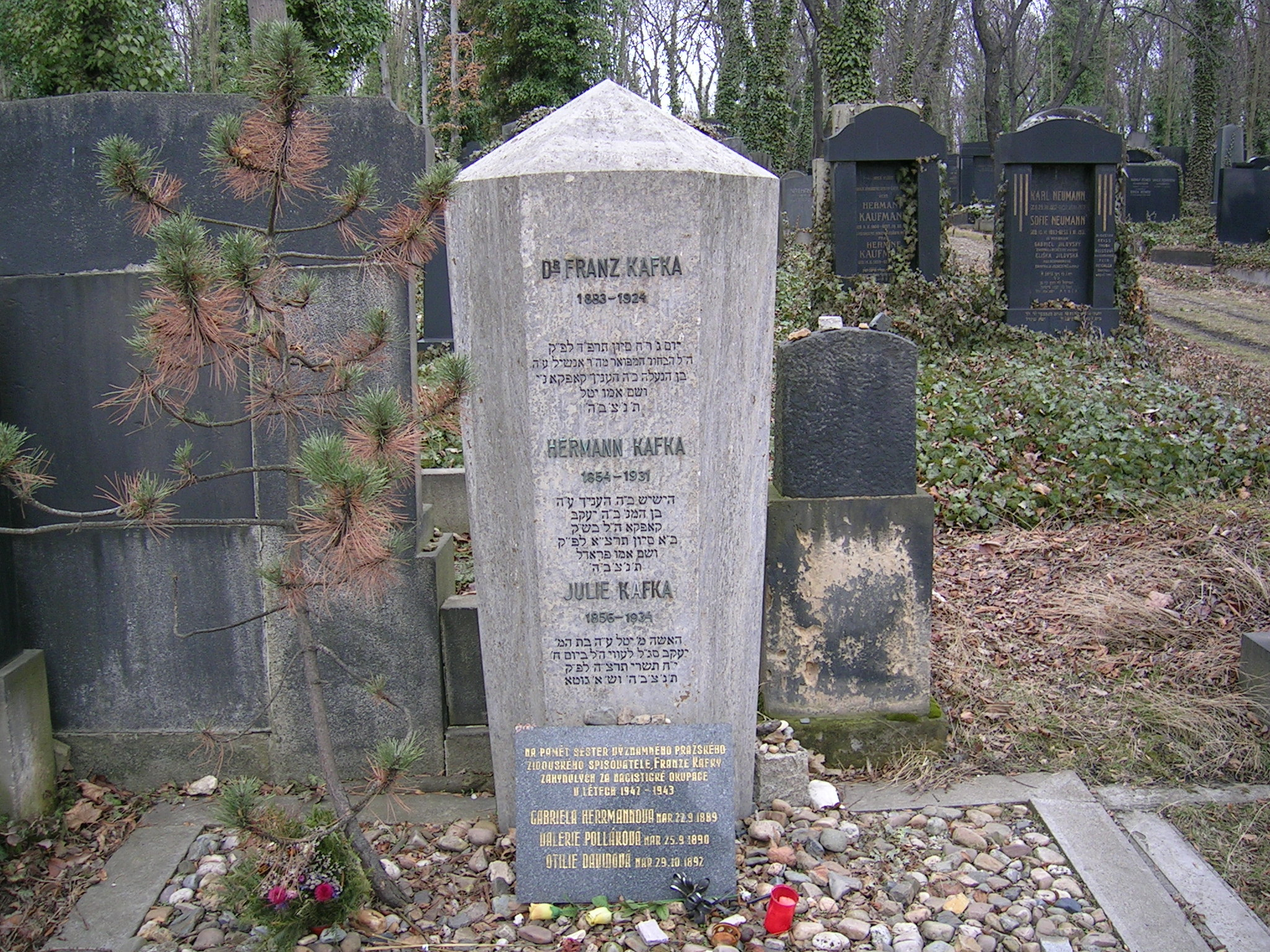
Familiengrab von Franz Kafka und seinen Eltern. Auf einer separaten Gedenktafel sind die Namen der drei jüngeren Schwestern „Elli“, „Valli“ und „Ottla“ mit unbekanntem Todesdatum vermerkt, die zwischen 1942 und 1943 in den Vernichtungslagern Chelmno bzw. Auschwitz-Birkenau ermordet wurden.

Bis 1787 hatte der Friedhof im Stadtteil Josefov als Hauptbegräbnisstätte der Prager Juden gedient. Als auch in Prag die Begräbnisse in der Innenstadt durch Kaiser Joseph II. verboten wurden, ging die jüdische Gemeinde 1787 dazu über, ihre Toten auf dem Friedhof im Stadtteil Žižkov beizusetzen. Als Ende des 19. Jahrhunderts in der Ortslage Olšany eine kommunale Nekropole für Prag geschaffen wurde, erwarb die jüdische Gemeinde unmittelbar daneben ein Grundstück und legte dort ihren neuen Friedhof an.
Der neue jüdische Friedhof in Olšany wurde offiziell am 6. Juli 1890 eröffnet. Er ist mit einer Fläche von über 100.000 m² etwa zehnmal so groß wie der Alte Jüdische Friedhof in Josefov und bietet Platz für ungefähr 100.000 Grabstätten, von denen derzeit ca. 25.000 belegt sind.

## Bedeutung
Der Friedhof enthält zahlreiche Jugendstil-Monumente tschechischer Künstler, darunter von Jan Kotěra, Jan Štursa und Josef Václav Myslbek, dem Schöpfer der Statue des heiligen Wenzel auf dem Prager Wenzelsplatz.
Einen Einblick in das jüdische Selbstverständnis vermitteln die neben hebräisch überwiegend in Deutsch gehaltenen Grabinschriften aus der Zeit vor der deutschen Okkupation 1938.

## Grabstätten berühmter Personen
- Rada Biller (1930 oder 1931–2019), russische Wirtschaftsgeographin und deutsche Schriftstellerin
- William Bukový (1932–1968), slowakisch-tschechischer Komponist
- Vilém Flusser (1920–1991), tschechisch-brasilianischer Medienphilosoph und Kommunikationswissenschaftler
- Franz Kafka (1883–1924), Schriftsteller
- Arnošt Lustig (1926–2011), tschechischer Schriftsteller und Publizist
- Jiří Orten (1919–1941), tschechischer Dichter
- Ota Pavel (1930–1973), tschechischer Schriftsteller, Erzähler und Journalist
- Sigmund Pick (1849–1922), genannt „Abraham“, Geldverleiher und Sachwalter der deutschen Studenten in Prag (Gruppe 17, Reihe 11, Grab 18)
- Lenka Reinerová (1916–2008), tschechische Schriftstellerin und Journalistin